# Manuel da Costa Guterres

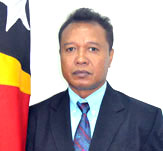
Manuel da Costa Guterres

Manuel G. da Costa Guterres (* 25. Januar 1968 in Uato-Lari, Portugiesisch-Timor) ist ein Politiker aus Osttimor. Er ist Mitglied der Partei Congresso Nacional da Reconstrução Timorense (CNRT) und Parteisekretär in der Gemeinde Viqueque.
Von 2012 bis 2017 war Guterres Abgeordneter des Nationalparlaments Osttimors. Zuvor war er Beamter. Bei den Wahlen 2017 stand Guterres nur noch als Ersatzkandidat auf der Wahlliste des CNRT auf Platz 76 und schied damit aus dem Parlament aus.